# ONS編碼系統
ONS編碼系統（英語：ONS Coding System），英國國家統計局制訂的編碼系統，用於人口普查等統計計劃。

## 各區級行政區的ONS編碼
- 09 (UKH22)   貝德福德郡（Bedfordshire）
  - 09UB   已荒廢，盧頓（Luton）曾使用之
  - 09UC   中貝德福德郡（Mid Bedfordshire）
  - 09UD   貝德福德（Bedford）
  - 09UE   南貝德福德郡（South Bedfordshire）

## 外部連結
- 國家統計局「英國地理入門英國政府檔案館的存檔，存档日期2001-11-21」頁